# Neku
Neku, auch nekū, ngeku, ngaku oder nyaku (Newari, in Sanskrit shringa bheri, „Tierhorn“), ist ein in der buddhistischen Ritualmusik der Newar-Gesellschaft im Kathmandutal in Nepal verwendetes Büffelhorn. Das Naturhorn kommt in zwei Varianten vor: als großes, direkt oder über ein kurzes Bambusrohr angeblases Horn und als Horn, das mit einem langen Bambusrohr auf über einen Meter verlängert ist.  Das neku hat eine magische Bedeutung bei Begräbniszeremonien und soll etwa spirituelle Wesen anlocken können. Sein Ton dient der Kommunikation der Lebenden mit den Toten. Außerdem gehört es zum im August stattfindenden Jahresfest Neku Jatra-Mataya (Nyaku Jatra-Mataya, „Horn-Lichterfest“). Dhulu neku ist das Horn des Wasserbüffels zur Unterscheidung von dem oftmals zusammen als Blasinstrument verwendeten Ziegenhorn chati neku und dem Schafshorn ti neku.

## Herkunft und Verbreitung

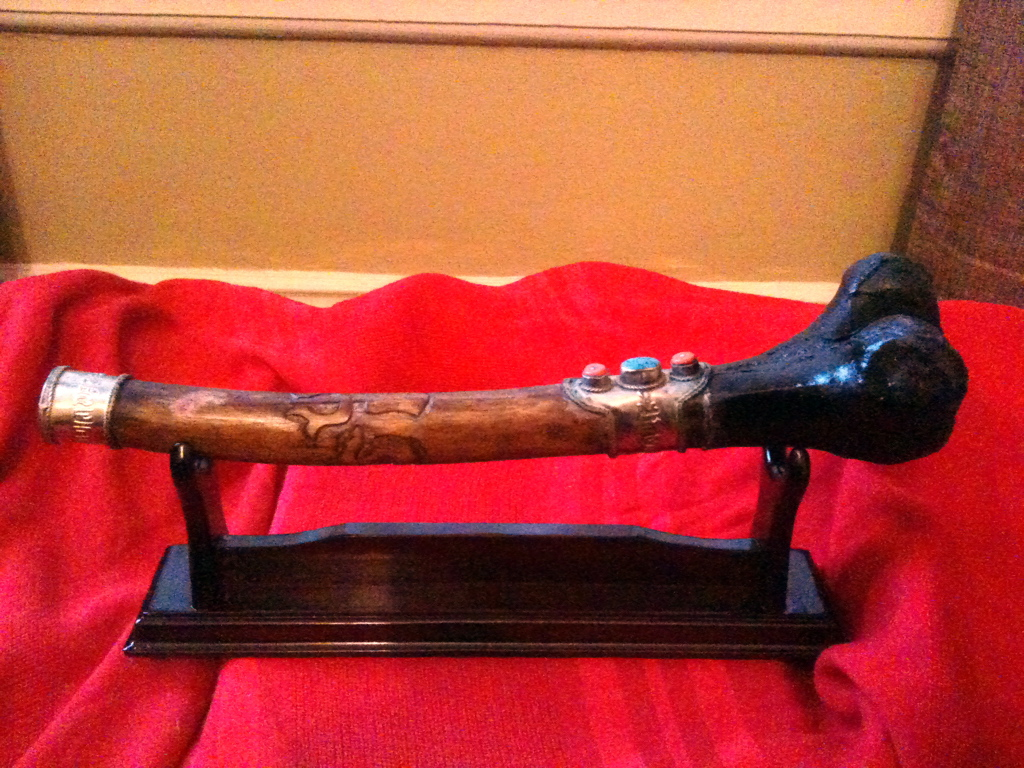
Tibetische Ritualtrompete rkang dung aus einem menschlichen Oberschenkelknochen

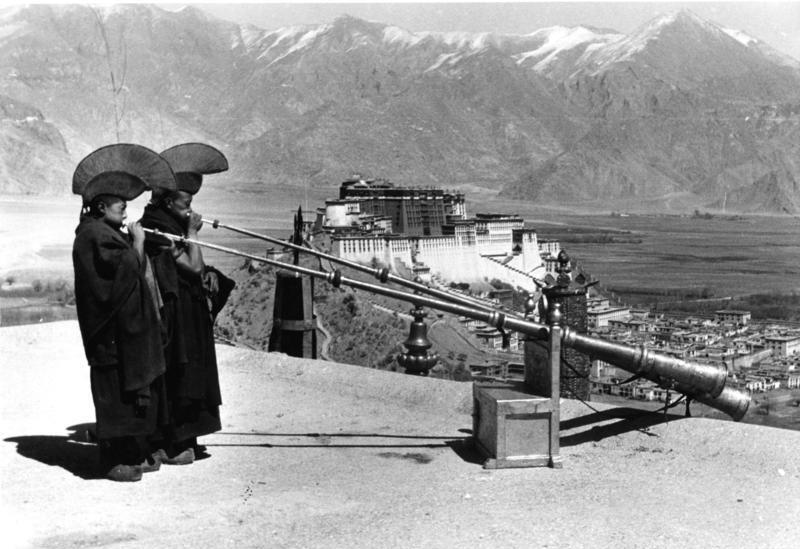
Tibetische Mönche blasen dungchen. Im Hintergrund der Potala. Aufnahme der deutschen Tibetexpedition von 1938

Die einfachsten und ältesten Trompeteninstrumente, bei denen Töne durch Vibration der Lippen erzeugt werden, bestehen aus vorgefundenen tierischen oder pflanzlichen Naturmaterialien wie Tierhörner, Röhrenknochen, Schneckenhörner, Bambusröhren oder Kalebassen. Im Unterschied zu Flöten lassen sich die melodischen Möglichkeiten bei einfachen Trompeteninstrumenten kaum erweitern, etwa durch Grifflöcher oder die Hervorhebung einzelner Obertöne, sodass sich nicht mehr als ein oder zwei Töne produzieren lassen. Trompeteninstrumente werden deshalb überwiegend für Signale bei der Jagd, im Krieg und wie die Tierhörner schofar und phalaphala bei Ritualen zur Begleitung von Tänzen und Prozessionen eingesetzt.
Ritualtrompeten aus weitgehend unbearbeiteten Naturmaterialien im Himalayagebiet bestehen aus Tierhörnern, Knochen und Schneckengehäusen. Sie gehören entweder zur Kulttradition der Tibetisch oder der Indoarisch sprechenden Völker. Schneckenhörner werden bei buddhistischen Ritualen in Nepal, China und Japan eingesetzt. Ein Schneckenhorn ist auf einem Relief vom altindischen buddhistischen Stupa von Bharhut (2. Jahrhundert v. Chr.) abgebildet. Später finden sich Darstellungen an hinduistischen Tempeln, etwa am Shiva-Tempel von Bhumara vom Ende des 5. Jahrhunderts. Ein aus Bhumara erhaltenes Relief zeigt Musiker mit Trommeln, einer Querflöte ohne Grifflöcher (Eintonflöte), einem Schneckenhorn und einem leicht gebogenen Tierhorn. Wie auf einem Relief am Stupa von Sanchi (1. Jahrhundert v. Chr.) zu erkennen, ist es eine seit altindischer Zeit verbreitete Gewohnheit, Trompeteninstrumente paarweise zu spielen. Auf dem Relief sind mutmaßlich aus Metall bestehende Trompeten zu erkennen, die vergleichbar mit dem keltischen Carnyx in einem umgebogenen Tierkopf als Schallbecher enden und die von den zu einer Militärkapelle gehörenden Musikern senkrecht nach oben gehalten werden.
In den altindischen, auf Sanskrit verfassten Epen wird das Schneckenhorn (shankha) häufig erwähnt; der Name govishanika für wahrscheinlich ein Rinderhorn findet sich im Epos Mahabharata jedoch nur an wenigen Stellen, wenn es besonders lautstark bei den Kämpfen zu hören ist. Fünf Mal kommt govishanika zusammen mit dem insgesamt sechs Mal auftretenden Wort krakaca vor, das ein unbekanntes, auf dem Schlachtfeld verwendetes Musikinstrument bezeichnet. Im Natyashastra, einem um die Zeitenwende verfassten Werk zur altindischen Musiktheorie, werden Trompeteninstrumente (einschließlich dem shankha) allgemein als tundakini bezeichnet. Im Rigveda kommt zweimal das Wort bakura vor, das als Schneckenhorn oder als anderes Trompeteninstrument interpretiert wurde. In der nordindischen Region Garhwal bezeichnet bhankora eine lange gerade Naturtrompete aus Kupfer, die in der zeremoniellen Musik verwendet wird.
Sanskrit shringa für eine in altindischer Zeit bei Kämpfen geblasene Naturtrompete – ein Schneckenhorn oder ein Rinderhorn – steht heute in Nordindien für eine S-förmig oder im Halbkreis gebogene lange Metalltrompete, die in Südindien kombu genannt wird. Kombu heißt auf Tamil und Malayalam wörtlich „Horn“.
Viele der in Nepal verwendeten Musikinstrumente stammen aus Indien. Außerhalb des Kathmandutals sind dies vor allem zahlreiche Typen von Trommeln, die Bambusflöte basuri (vgl. bansuri in Indien), kleine Becken (jhyali), die Kegeloboe sahanai (vgl. shehnai), Tierhorntrompeten und Maultrommeln. Letztere sind in der indischen (morsing) sowie der zentral- und nordasiatischen Tradition (qopuz) einschließlich Tibet verbreitet. Für das neku nimmt Paul D. Greene (2002) einen Ursprung in der Himalayaregion oder in Zentralasien an.
In der tibetischen Ritualmusik haben Knochentrompeten (rkang dung) aus einem menschlichen Oberschenkelknochen eine dem neku entsprechende magisch-religiöse Bedeutung. Sie dürfen im Unterschied zu den ebenfalls bei religiösen Ritualen verwendeten geraden Langtrompeten dungchen aus Kupfer nur von höher stehenden Mönchen gespielt werden. Weitere Blasinstrumente, die  bei Ritualen in tibetischen Klöstern verwendet werden, sind Schneckenhörner und Kegeloboen (gyaling), jedoch keine Tierhörner.
Die Tradition der menschlichen Röhrenknochentrompeten ist bis in die buddhistischen Regionen des nordostindischen Bundesstaates Arunachal Pradesh verbreitet. Langtrompeten existieren in dieser Region – etwa bei den Kuki in Mizoram – in Gestalt von teilweise mehrere Meter langen Pflanzenröhren. Die Garo im nordostindischen Bundesstaat Meghalaya verwenden die Trompete adil, die ähnlich einer Variante des neku aus einem ungefähr 50 Zentimeter langen Bambusrohr besteht, an dessen unterem Ende ein Büffelhorn aufgesetzt ist. Das Instrument produziert lediglich kurze signalartige Tonstöße. Lediglich ein kurzes Mundstück ist an ein in Assam vorkommendes Rinderhorn angesetzt. Ein ähnliches Rinderhorn dient den buddhistischen Mönchen im Kloster von Tawang in Arunachal Pradesh als Signalgeber, um sich in der Gebetshalle zu versammeln. Ansonsten werden in Nordostindien häufiger Schneckenhörner für solche Zwecke verwendet.
Eine andere Gruppe von Trompeten, die Langtrompeten nafir und karna, gelangten mit den arabisch-persischen Eroberungen ab dem 8. Jahrhundert in den Militärkapellen nach Nordindien, wo sie im Sultanat von Delhi (1206–1526) und dem nachfolgenden Mogulreich zu den Repräsentationsorchestern gehörten. Diese nach den verwendeten Trommeln tabl khana oder naqqara khana genannten Orchester waren von Nordindien bis nach Zentralasien Statussymbole der Herrscher und wurden zu bestimmten Tageszeiten, bei Zeremonien und zur Ankunft bedeutender Gäste gespielt. Nach Nepal gelangte dieses Orchester vermutlich ab dem 14. Jahrhundert durch Hofmusiker der Rajputen, die vor den muslimischen Angriffen geflohen waren. Bei hinduistischen Tempelritualen in Zentralnepal tritt ein nagara bana genanntes Ensemble mit Kesseltrommeln nagara, Kegeloboen rasa, Langtrompeten karnal sowie einigen weiteren Naturtrompeten und Hörnern auf, darunter der bijuli bana (auch nag-beli bana, schlangenförmig gewundene Längstrompete mit aufgerissenem Schlangenkopf). Das Ensemble panche baja spielt mit der Kesseltrommel damaha, weiteren Rhythmusinstrumenten, der karnal und der im Halbkreis gebogenen Metalltrompete narsinga entsprechende religiöse Ritualmusik. Die paita ist eine konische, aus fünf Segmenten zusammengesetzte Kupfertrompete, die nur von drei Newar-Kasten bei religiösen Prozessionen eingesetzt wird. Die sehr schlanke lange Kupfertrompete ponga besteht aus sechs Teilen und muss wegen ihrer Fragilität vom Spieler mit einem Holzstab in der Mitte gestützt werden. Die genannten Naturtrompeten werden stets paarweise geblasen.

## Bauform

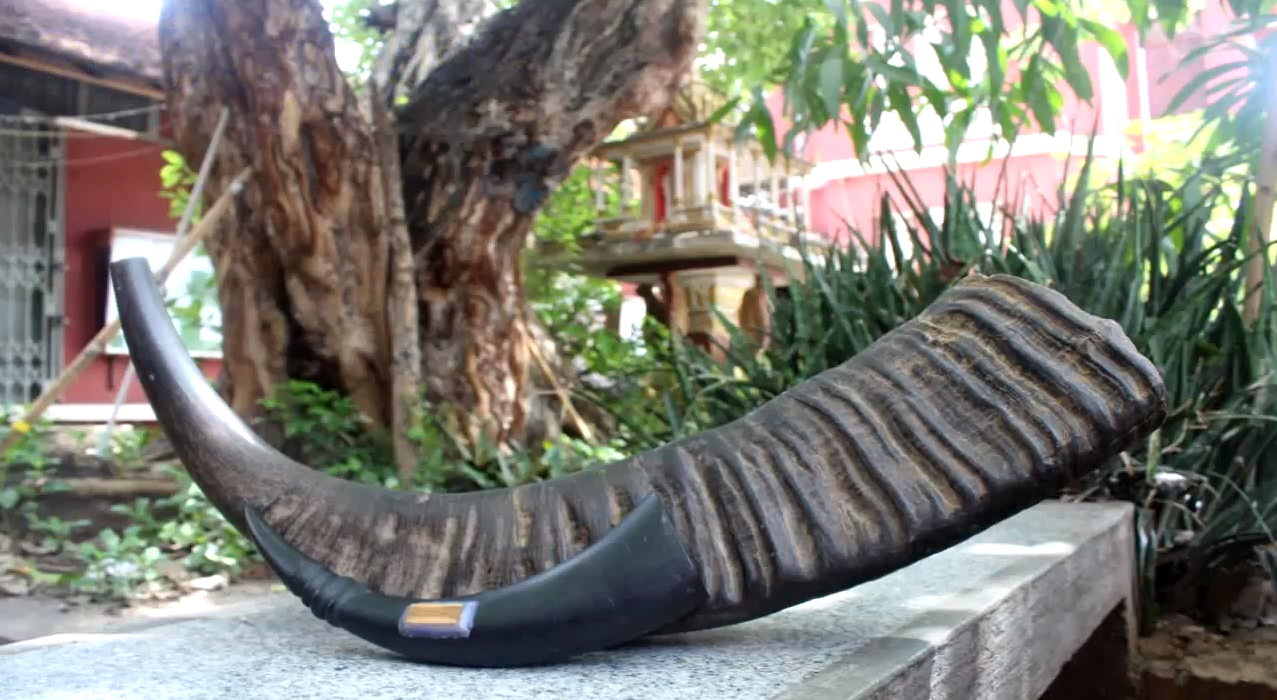
Wasserbüffelhorn, davor kleines Rinderhorn, das in Kambodscha als Einfachrohrblattinstrument sneng seitlich angeblasen wird.

Das gebogene Horn eines Wasserbüffels ergibt bei einer neku-Version ein etwa 60 Zentimeter langes Blasinstrument. Aufwendig gestaltete Hörner sind mit einigen breiten Streifen aus ornamentiertem Kupfer- oder Silberblech verziert und besitzen einen ebenso aus demselben Metall gestalteten ausladenden Schallbecher. Die Spitze ist als Anblasöffnung aufgebohrt und mit einem tellerartigen Mundstück ausgestattet. Bei anderen Hörnern ist ein 15 Zentimeter langes Bambusrohr aufgesteckt, durch das angeblasen wird. Wegen seiner magischen Bedeutung muss ein für ein Blasinstrument geeignetes Wasserbüffelhorn sorgfältig ausgewählt werden. Nach unterschiedlichen Ansichten soll nur ein rechtes Horn verwendet oder das Horn nur in bestimmten Monaten verarbeitet werden. Üblicherweise kommt nur das Horn eines toten Büffels in Betracht, nicht das von einem lebenden Tier abgetrennte. Manche Hörner werden bunt bemalt und mit umgewickelten schmalen Silberstreifen verziert. Beim Jahresfest Neku Jatra-Mataya kommen möglichst stark gebogene Büffelhörner, an die eine mehr als halbmeterlange Bambusröhre angesetzt ist, zum Einsatz. Um die Bambusröhre werden farbige Stoffstreifen spiralig gewickelt.
Das Horn des Wasserbüffels heißt dhulu neku zur Unterscheidung von den kleineren Blasinstrumenten aus einem Ziegenhorn, chati neku (auch chatki) oder einem Schafshorn, ti neku, die beide ein Bambusrohr als Verlängerung besitzen. Das chati neku wird meist mit einem Drachenkopf bemalt. Das dhulu neku ist das rituell bedeutendste Horn unter den dreien und klingt tiefer als die beiden anderen. Sein Spiel ist anstrengend, weil es einen ungewöhnlich starken Blasdruck erfordert. Ein neku produziert keinen klaren Ton, sondern ein rauschhaftes Klangspektrum, bei dem der zweite und dritte Oberton hervortritt. Jedes Instrument bringt nur eine Tonhöhe hervor.
Der Name ngaku kommt eher im Osten des Kathmandutals vor. Neku werden häufig paarweise gespielt. Dann wird das höher klingende Horn ma-neku („Mutter-Horn“) und das tiefer klingende ba-neku („Vater-Horn“) genannt.

## Spielweise und kulturelle Bedeutung

### Herkunftslegende
Im Shringaberi Avadana (Sanskrit, „Erzählungen vom geblasenen Büffelhorn“, auch Shringaberi katha), einem Mythos zu den Jenseitsvorstellungen der buddhistischen Newar, ist der Wasserbüffel, aus dessen Horn das neku hergestellt wird, die Inkarnation eines verstorbenen Menschen. Ein Klang, der aus einem Teil eines verstorbenen Körpers heraus entsteht, hat bei Ritualen eine besondere magische Bedeutung, die unmittelbar auch den in Tibet als Blasinstrument verwendeten Röhrenknochen und der aus zwei Schädelschalen zusammengesetzten Klappertrommel (tibetisch gcod-dar) zu eigen ist. Das neku kommt daher im Kathmandutal bei Begräbniszeremonien zum Einsatz. Mit Knochen-Blasinstrumenten ist das neku nicht nur über eine alte religiöse Ritualtradition verbunden, seine Verwendung ist auch von heutigen schamanischen Heilungsritualen der tibetisch-buddhistischen Tamang beeinflusst, die in der Umgebung des Kathmandutals siedeln und hierfür einen Vogelknochen verwenden.
Die Ursprungslegende für das Horninstrument und zugleich für das Jahresfest Nyaku Jatra-Mataya, wie sie im Shringaberi Avadana enthalten ist, lautet verkürzt: Die Königin Sulaksani wurde aufgrund ihres verdienstvollen Lebens nach ihrem Tod als Brahmanentochter Rupavati wiedergeboren; ihr Mann jedoch, König Simhaketu, der seine Zeit mit dem Jagen wilder Tiere zugebracht hatte, war zu einem Büffel in der Herde dieser Brahmanenfamilie geworden. Eines Tages erzählte ein Bodhisattva der Brahmanentochter vom letzten Leben des einen Büffels, den sie hütete und prophezeite ihr, dass dieser Büffel von den gleichen Wildtieren zerrissen werden würde, die er einst als König gejagt hatte. So kam es trotz aller Vorsichtsmaßnahmen und die Wildtiere ließen vom Büffel einzig die Knochen und Hörner zurück. Wie ihr vom Bodhisattva aufgetragen worden war, gestaltete Rupavati den Ort der Knochen zu einem Verehrungsplatz (cetiya), indem sie mit Sand einen Stupa (rundes Bauwerk, das Reliquien enthält) errichtete. Eines der Hörner verwendete sie als Opfergefäß, das andere als Blasinstrument, während sie den Stupa (als puja) zeremoniell umrundete. Nach vielen Jahren täglicher puja kam ein ratna chaitya („kostbarer/goldener Stupa“) vom Himmel herab und umgab jenen einfachen Stupa aus Sand und in der Umgebung entstand ein buddhistisches Kloster. Aus dem Horninstrument erschien ein Kind, das zu einem erwachsenen Mann heranwuchs. Dieser gab sich als ihr Ehemann im vergangenen Leben zu erkennen und dankte ihr für ihre Verehrung des Stupas und ihr Spiel auf dem Horn, wodurch er wieder zu einem Menschen geworden sei. Freudig das Horn blasend umrundete er selbst den Stupa. Durch die Töne wurden die Einwohner der Stadt herbeigelockt, die, als sie die Geschichte erfahren hatten, den Mann wieder zu ihrem König wählten. So wurde auch das Verehrungsritual der Stupa-Umschreitung eingeführt.
Die Legende erklärt: Eine vereinsamte Frau, die ihren Mann verloren hat, sucht in einem Kloster Zuflucht, praktiziert dort jeden Tag ein Verehrungsritual, bei dem sie ein Horn bläst und erhält so ihren Ehemann zurück, der aus dem Horn hervortritt. Also begeben sich Mitglieder einer buddhistischen Familie im Kathmandutal, die in jüngster Vergangenheit einen Toten zu beklagen hatten, im Monat Shraavan des hinduistischen Lunisolarkalenders oder im Monat Gunla des nepalischen Lunarkalenders (August) zum Stupa Swayambhunath und bitten einen buddhistischen Mönch (Sakyabhikshu), im Namen des Verstorbenen das Horn zu blasen. Dies ist nur eine der mit der Horn-Legende verbundenen rituellen  Aktivitäten während der Monsunzeit im Sommer.

### Totenritual

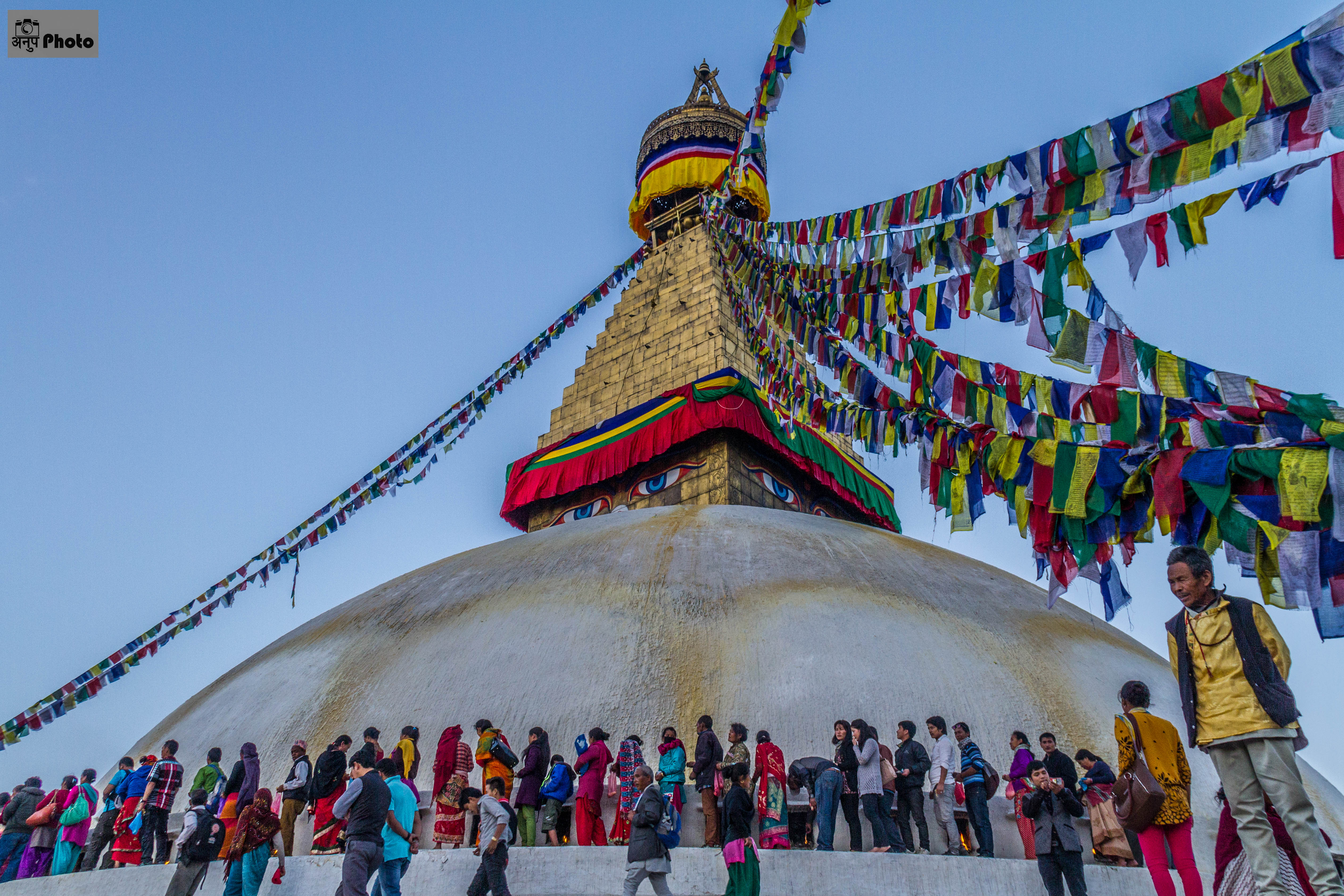
Gläubige bei der rituellen Umschreitung (pradakshinapatha) des Swayambhunath bei einem Jahresfest.

Das für Totenrituale im Kathmandutal gebrauchte Büffelhorn wird von Mitgliedern der buddhistischen Manandhar-Kaste innerhalb der Newar-Gemeinschaft geblasen. Die nepalesische Gesellschaft ist nach indischem Vorbild seit alter Zeit in Berufskasten gegliedert. Dies gilt auch für die buddhistischen Newar, obwohl die buddhistische Lehre eigentlich das hinduistische Kastensystem ablehnt. Die unterste soziale Stufe nehmen gewöhnlich die professionellen Musikerkasten ein, zu denen unter anderem die Damai – damaha-Spieler und Schneider – und die Gaine gehören. Die Gaine sind Bettelmusiker und Sänger, die sich auf einer sarangi genannten Streichlaute sarinda begleiten. Die relativ kleine Kaste der Manandhar (Newari auch Sämi, in der Bedeutung „Besitzer einer Ölmühle“) sind Ölpresser (für Senföl und andere Ölsaaten) und gehören damit zu den sozial unterhalb der Bauern (Jyapu oder Maharjan) stehenden Handwerker- und Dienstleistungskasten.
Das Neku-Totenritual kann nur in dem für Buddhisten heiligen Monat Gunla (August) oder im Monat Kacchala (November) durchgeführt werden und dient dem Gedenken an die im Verlauf des vorangegangenen Jahres Verstorbenen. Das buddhistische Ritual kann an jedem buddhistischen Verehrungsort stattfinden, es enthält schamanische Elemente, die möglicherweise bis in die vorbuddhistische Zeit zurückreichen. In der Vorstellung der Newar durchläuft der Verstorbene in der Zeit zwischen Tod und Wiedergeburt eine schwierige und häufig schreckliche Phase des Übergangs (Newari sika, entspricht tibetisch bardo). Tibetische Mönche inszenieren diese dramatische Phase des vorübergehenden Unverkörpertseins als Lehrstück mit Musik und Tanz. Diese Funktion übernimmt bei den Newar das Neku-Ritual. Die Newar glauben, dass diese Phase üblicherweise 45 Tage dauert und wollen in dieser Zeit den Verstorbenen mit Opfergaben und Ritualen beim Übergang unterstützen oder ihm Verdienste für seine neue Inkarnation zukommen lassen. Damit die Horntöne wirkmächtig den Prozess des Übergangs von bisherigen zum neuen Körper begleiten, ist die Vorstellung wesentlich, dass das neku mit einem menschlichen Körper in Verbindung steht. Es gibt weitere Rituale, die zugunsten eines Verstorbenen durchgeführt werden und für die kein neku gebraucht wird. Das von Laien – nicht Mönchen – durchgeführte Neku-Ritual gilt bei den Newar als spezifisch buddhistisch, das heißt als buddhamargi, „dem Pfad Buddhas folgend“, auch wenn – wie in der Kultur der Newar insgesamt – tantrische, schamanische und hinduistische Einflüsse erkennbar sind. Da in der indischen Kulttradition zwar Langtrompeten, aber keine Hörner vorkommen, vermutet Paul D. Greene (2002) den Ursprung des Neku-Rituals eher in Zentralasien, mutmaßlich im buddhistischen Reich von Hotan.
Eine Musikgruppe (neku baja) der Manandhar besteht traditionell nur aus männlichen Musikern, wobei heute zunehmend auch Frauen und Mädchen zu einer Gruppe gehören. Mehrere Musikgruppen sind untereinander über eine guthi genannte gesellschaftliche Institution verbunden. In einer guthi werden die religiösen und sonstigen Aktivitäten der Gemeinschaft formal festgelegt. Ein guthiar vertritt seinen Haushalt in der guthi-Versammlung. Die für die Gesellschaft der Newar wichtigste guthi ist die si guthi oder sana guthi („Todes/Begräbnis-Organisation“), die sich um die Durchführung der Todesrituale kümmert. Hierfür organisiert die guthi eine neku baja, die sich aus Manandhar zusammensetzt, die neku, die Langtrompete pongal aus Kupfer (ähnlich der karnal) und Becken spielen, sowie aus Musikern anderer Kasten mit weiteren Instrumenten wie der kleinen Trommel naykhin, der Kegeloboe sahanai (verwandt mit der indischen shehnai) und Klarinetten.
Der körperliche Bezug des Horns zeigt sich in der Vibration des Instruments, wenn der Musiker es bläst, wodurch er Schallwellen in Richtung des Verstorbenen aussendet. Darüber hinaus manifestiert sich das Horn beim Spielen als lebendiger Körper gegenüber dem körperlosen Toten, dessen Sinne durch die Töne auf seine physische Existenz zurückgeleitet werden sollen. In dieser Betrachtung erhält der komplexe Klang des neku eine symbolische Bedeutung. Wenn der Spieler einen zunehmenden Luftstrom in das Horn bläst, dann erzeugt er zunächst ein Windgeräusch, das in einen rauschhaften Ton übergeht, aus dem beim lauter werden die höheren Obertöne deutlicher hervortreten, bis ein durchdringender hoher Klang entsteht, der schließlich schnell leiser wird und abfällt. Die von Paul D. Green in Bhaktapur befragten Manandhar sind der Ansicht, dass das Spiel des neku eine angenehme friedliche Atmosphäre für Menschen und alle Tiere erzeuge, denn selbst Vögel in unmittelbarer Nähe würden nicht auffliegen – sehr zum Unterschied von der tibetischen Trompete dungchen, deren Klang auch die sie spielenden Mönche als erschreckend empfinden. Das neku sorgt nach gängiger Auffassung mit musikalischen Mitteln für eine harmonische Verbundenheit aller Lebewesen. Für den Spieler ist es schwierig bis unmöglich, auf den genauen Blasdruck zuzusteuern, bei dem das Windrauschen in einen Ton mit einer bestimmten Tonhöhe übergeht. Durch diese Unvorhersehbarkeit erhält das Spiel auf dem neku für Musiker und Zuhörer einen Grad an familiärer Vertrautheit und zugleich mystischer Ungewissheit, die symbolisch für den Übergang zwischen Leben, Tod und Wiedergeburt steht.
Bei der einfachsten Form des Totenrituals ertönt das dhulu neku dreimal nacheinander allein am Ende jeder vollständigen Umrundung (pradakshina) des Stupa, die Buddhisten im Uhrzeigersinn durchführen. Bei einer größeren Anzahl von Teilnehmern blasen die Manandhar das dhulu neku nach einem bestimmten Muster und verwenden auch die beiden höher klingenden Tierhörner, das Ziegenhorn chati neku und das Schafshorn ti neku. Alle drei Hörner treten dabei in einen musikalischen Austausch; sie sollten nur nicht alle zugleich erklingen, weil ihr Zusammenklang als unschön gilt. Beispielsweise wechseln in einem einfachen Muster drei kurze hohe Töne der kleineren Hörner mit einem tiefen längeren Ton des dhulu neku. Ein Paar der kleineren Hörner produzierte die ungefähre gemeinsame Tonhöhe c2 bis des2, bei einem anderen Paar ergaben sich die Tonhöhen e2 und f2, während das dhulu neku mit c1 notiert wurde. Fast immer beginnen chati neku und ti neku mit einer Art musikalischer Frage und das dhulu neku antwortet mit seinem tiefen Ton, gefolgt von einer Pause. Nach Auskunft von Musikern in Bhaktapur (Paul D. Greene, 2002) ist hierin im übertragenen Sinn eine Konversation zwischen den Lebenden (die mit dem chati neku fragen) und dem Toten (der mit dem dhulu neku antwortet) enthalten, getreu der im Shringaberi Avadana das Horn blasenden Brahmanentochter Rupavati, die ihren verstorbenen Ehemann anruft. Die Fragenden wollen sich beim Toten rückversichern, dass es ihm gut geht. Manandhar in Patan gaben darüber hinaus an, mit dem Blasen der Hörner den Verstorbenen durch das körperlose Zwischenstadium geleiten zu wollen. Das Antwort-Blasen auf dem dhulu neku gilt als einfacher zu erlernen als das Frage-Spiel auf chati und ti. Das musikalisch wenig entwickelte, grobe und unkultivierte dhulu neku entspricht der gedachten Situation des Verstorbenen. Nach einer weiteren Anschauung ist der Klang des dhulu neku so ungewöhnlich, dass ihn Buddha hören muss und sich veranlasst sieht, den Verstorbenen bis zu seiner Wiedergeburt zu begleiten.

### Neku Jatra-Mataya

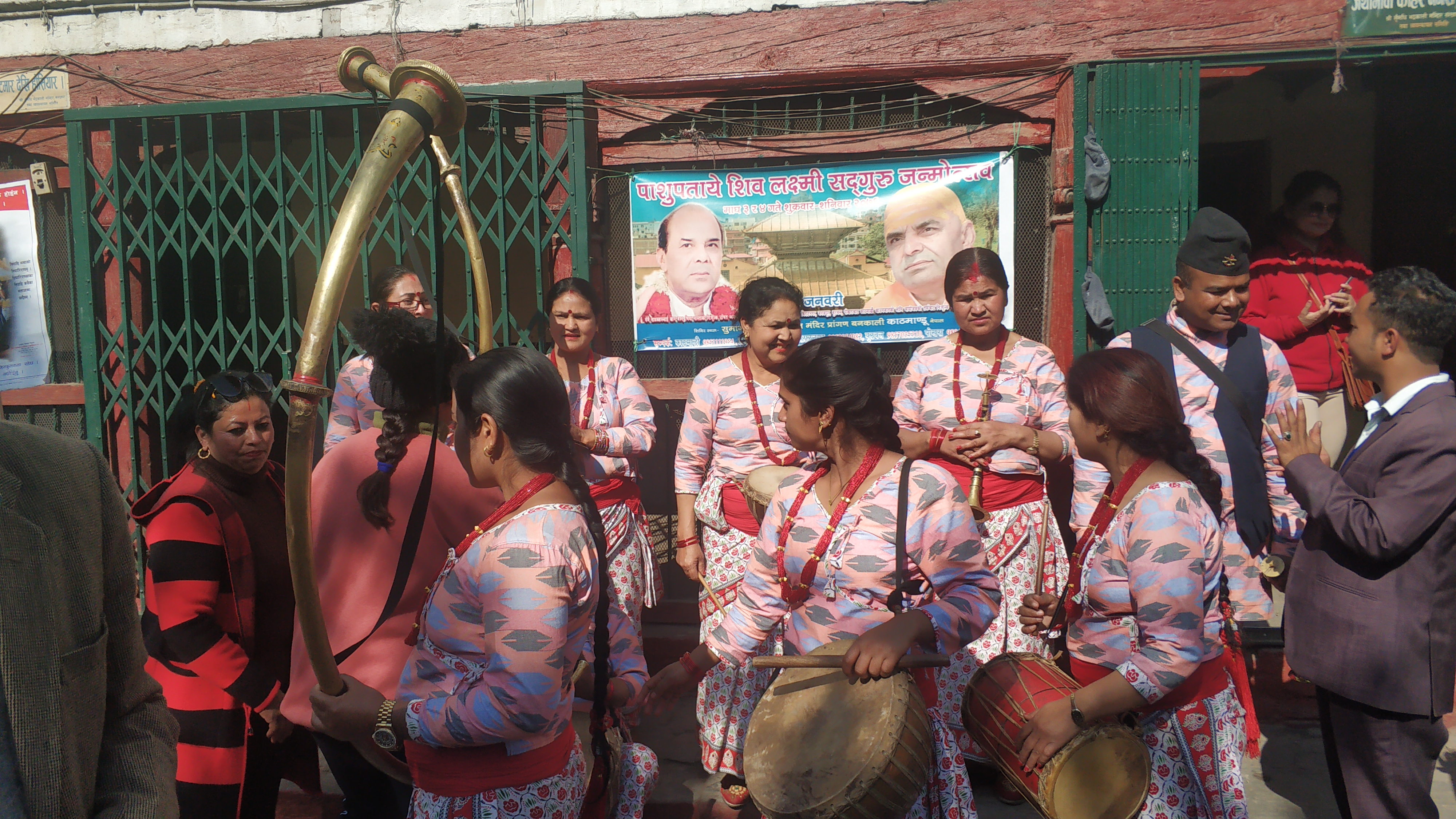
Gebogene Metalltrompeten narsinga, Kesseltrommel damaha, dahinter Kegeloboe sahanai oder muhali und Röhrentrommel dholaki. Musikerinnen eines panche baja-Ensembles

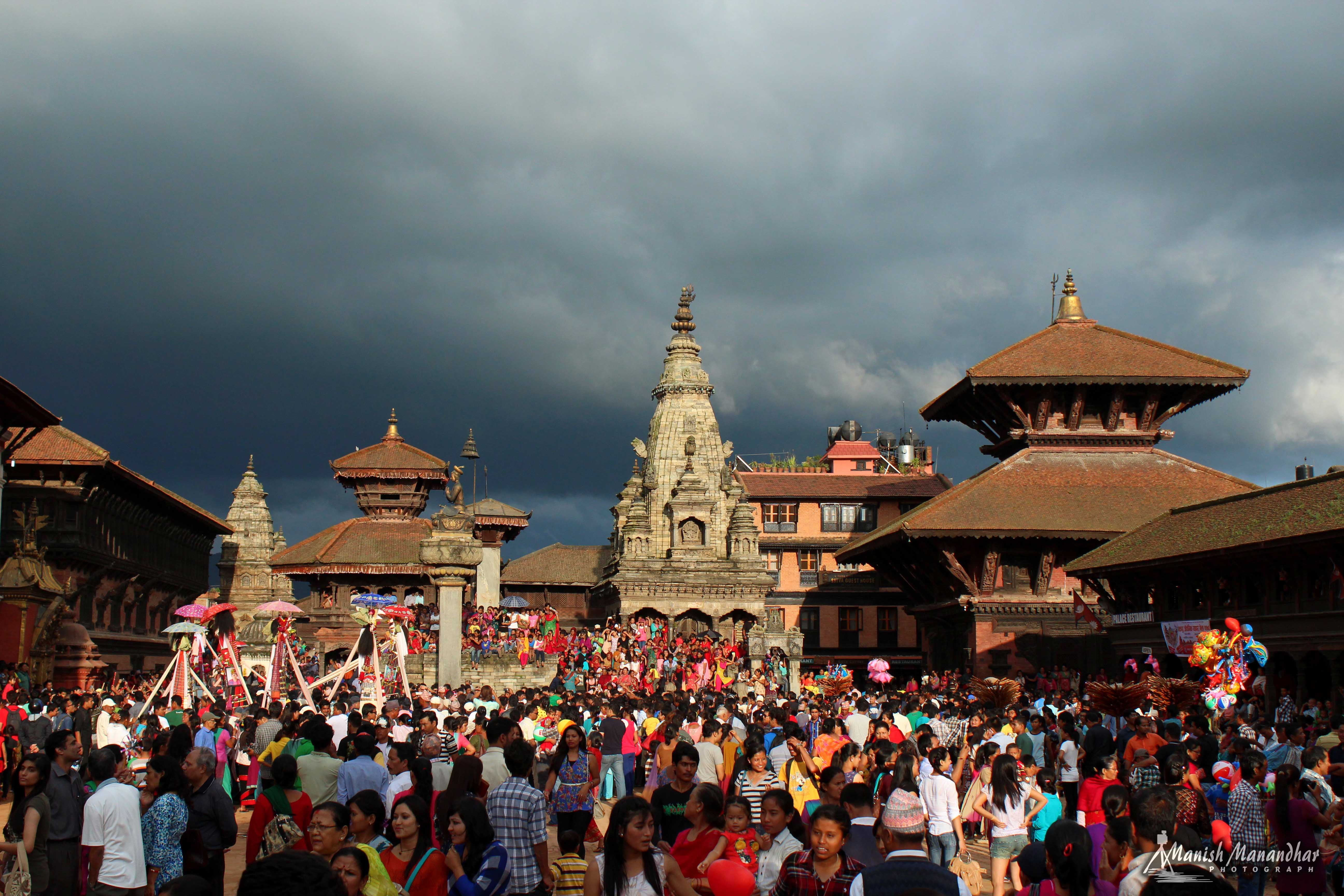
Gai Jatra, hinduistische Entsprechung des Neku Jatra-Mataya. Endpunkt der Prozession spätnachmittags am Durbar-Platz in Bhaktapur

Bei dem zwei Tage nach Vollmond (janai purnima) und einen Tag nach der hinduistischen Prozession für die Verstorbenen Gai Jatra („Kuh-Fest“) im August stattfindenden buddhistischen Jahresfest Neku Jatra-Mataya in Patan (Lalitpur) treten mehrere Instrumentalensembles (baja) auf: neben dem neku baja mit mehreren Büffelhörnern das damokhin baja mit drei großen Trommeln damokhin, großen Paarbecken und der Kegeloboe muhali (alternativ Klarinette und Trompete) und das naumati baja (naubaja, „neun Musikinstrumente“, Besetzung ähnlich wie beim panche baja) mit verschiedenen Trommeln, Langtrompeten aus Metall (narsinga und karnal) und Kegeloboe.
Das Neku Jatra-Mataya ist eine vermutlich bis ins 1. Jahrtausend zurückreichende Tradition, die erstmals 1637 schriftlich erwähnt wird (in einer Steininschrift am Balagopala-Tempel in Patan), als König Siddhinarasimha Malla (1619–1661) nach einer Reihe von Naturkatastrophen die Götter mit Musikdarbietungen günstig stimmen wollte. Auf ihren Gründer Siddhinarasimha beruft sich noch heute eine Musikgruppe, die an diesem Tempel zur Krishna-Verehrung Lieder singt. Auf die Zeit des Königs geht auch die Praxis zurück, das Fest jährlich wechselnd durch eine von zehn beteiligten Stadtvierteln (Nepali tol) organisieren zu lassen.
Neku Jatra-Mataya ist ein Fest, das aus zwei Prozessionen besteht: dem Lichterfest Mataya (aus Newari mata, „Licht, Lampe“, und ya von Sanskrit yatra, „heilige Prozession, Pilgerzug“) und dem Neku Jatra, der Prozession mit dem Büffelhorn. Beim Mataya wird der Sieg Buddhas über Mara gefeiert. Sinn der einst vom Königtum ausgehenden Prozessionen ist, wie bei der täglichen puja die zahlreichen buddhistischen Verehrungsorte (caitya) zu besuchen, um sie symbolisch zu vereinen und so die herrscherliche Ordnung der einstigen Königsstadt wiederherzustellen. Die Mataya-Route führt durch 15 Stadtteile von Patan und kommt an mehreren hundert namentlich festgelegten Orten vorbei, deren Verteilung im Stadtplan als Struktur eines Mandalas erscheint. Dazu gehören besonders vier alte Stupas einschließlich des Swayambhunath, deren Gründung Ashoka zugeschrieben wird. Die Route wird über die Jahre beibehalten und höchstens geändert, um neue Orte miteinzubeziehen. Die meisten religiösen Prozessionen in Patan umschreiten das Zentrum (Durbar-Platz mit dem alten Königspalast) und bringen das gesamte Stadtgebiet symbolisch auf einem großräumigen heiligen Umwandlungspfad (pradakshinapatha) zusammen. Dies gilt auch für die kürzere Route beim Neku Jatra, die im Uhrzeigersinn um das Zentrum führt.
Die am Neku Jatra teilnehmenden Musikgruppen versammeln sich am späten Vormittag, während die Teilnehmer der längeren Mataya-Prozession bereits vor dem Morgengrauen starten. Für drei Trommeln damokhin führt ein Priester (nach einer Beobachtung von 2008) eine Zeremonie durch, mit der diese zu Gottheiten geweiht und beim Abmarsch der Prozession unter gelben Schirmen vorangetragen werden. Die Trommelgruppe wird von mehreren neku-Bläsern und weiteren Musikern begleiten. Das größere Ensemble naumati baja folgt im Abstand von einigen hundert Metern in der Prozession. Die Musiker spielen während des Gehens und an mehreren Haltestationen in ständiger Wiederholung dieselben Musikstücke. Bis zu mehrere tausend Gläubige und Zuschauer versammeln sich an den einzelnen Stationen der Prozession. Die Teilnehmer sind in traditionelle Kostüme gekleidet, einige der Männer treten als Dämonen, Geister oder wilde Tiere (Affen, Löwen) auf. Wer die Rolle der unheilvollen Geister und des Mara, der in den Mythen als Gegenspieler und Störenfried Buddhas vorkommt, übernimmt, darf sich (wie im Karneval) danebenbenehmen und Kritik an der Gesellschaft und der Obrigkeit üben, ohne später dafür belangt zu werden.
Am Ende der Veranstaltung danken die Organisatoren dem hinduistischen Glücksgott Ganesha für den erfolgreichen Ablauf. Die an den Verehrungsorten von den Teilnehmern abgelegten Opfergaben bedeuten für sie selbst die Ansammlung von Verdiensten – grundlegendes Element aller Rituale der buddhistischen Newar – und eine Unterstützung für die Verstorbenen auf ihrer Reise, die als Hungergeister (preta) zuvorderst Wasser, Essen und Licht benötigen und diese Gaben an den Festtagen besonders verlässlich erhalten.